# The Clock Towers
The Clock Towers (tiếng Ả Rập: أبراج الساعة, đã Latinh hoá: Abrāj al-Sāʿa, n.đ. 'Towers of the Clock', được biết đến trước đây như Tháp Abraj Al-Bait, có tên gọi khác là Tháp đồng hồ Khách sạn hoàng gia Mecca), là một công trình phức hợp chọc trời nằm ở Mecca, Ả Rập Xê Út. Công trình là một phần của dự án Abdullah bin Abdulaziz al-Saud nhằm hiện đại hóa các công trình trong thành phố trong việc cung cấp nơi nghỉ chân cho khách hành hương khi tới thánh địa Mecca. Trung tâm của khu phức hợp là một tòa tháp khách sạn có mặt đồng hồ lớn và cao nhất thế giới. Ngoài ra, đây cũng là tòa nhà cao thứ ba thế giới, và cấu trúc đứng tự do cao thứ tư thế giới. Khu phức hợp nằm ngay gần nhà thờ Al-Masjid Al-Haram, nơi linh thiêng nhất của các tín đồ Hồi giáo. Đơn vị phát triển và cũng là nhà thầu chính là tập đoàn Saudi Binladin (SBG), công ty xây dựng đa quốc gia lớn nhất ở Ả Rập Xê Út. Khu phức hợp được xây dựng sau khi pháo đài Ajyad, một công trình của đế chế Ottoman thế kỷ XVIII nằm trên ngọn đồi nhìn ra nhà thờ Hồi giáo bị phá rỡ. Chính sự hủy diệt pháo đài vào năm 2002 của chính phủ Ả Rập Xê Út đã châm ngòi cho làn sóng phản đối dữ dội tại Thổ Nhĩ Kỳ và dư luận quốc tế.

## Mô tả
Tòa tháp chính của khu phức hợp chính là công trình cao nhất tại Ả Rập Xê Út, với chiều cao 601 mét (1.972 feet). Hiện nay, nó là cấu trúc tự do cao thứ tư trên thế giới, khi vượt qua tháp Đài Bắc 101 ở Đài Loan, và chỉ thấp hơn Tháp Thượng Hải (Thượng Hải, Trung Quốc), Tokyo Skytree (Tokyo, Nhật Bản) và Burj Khalifa (Dubai, UAE). 

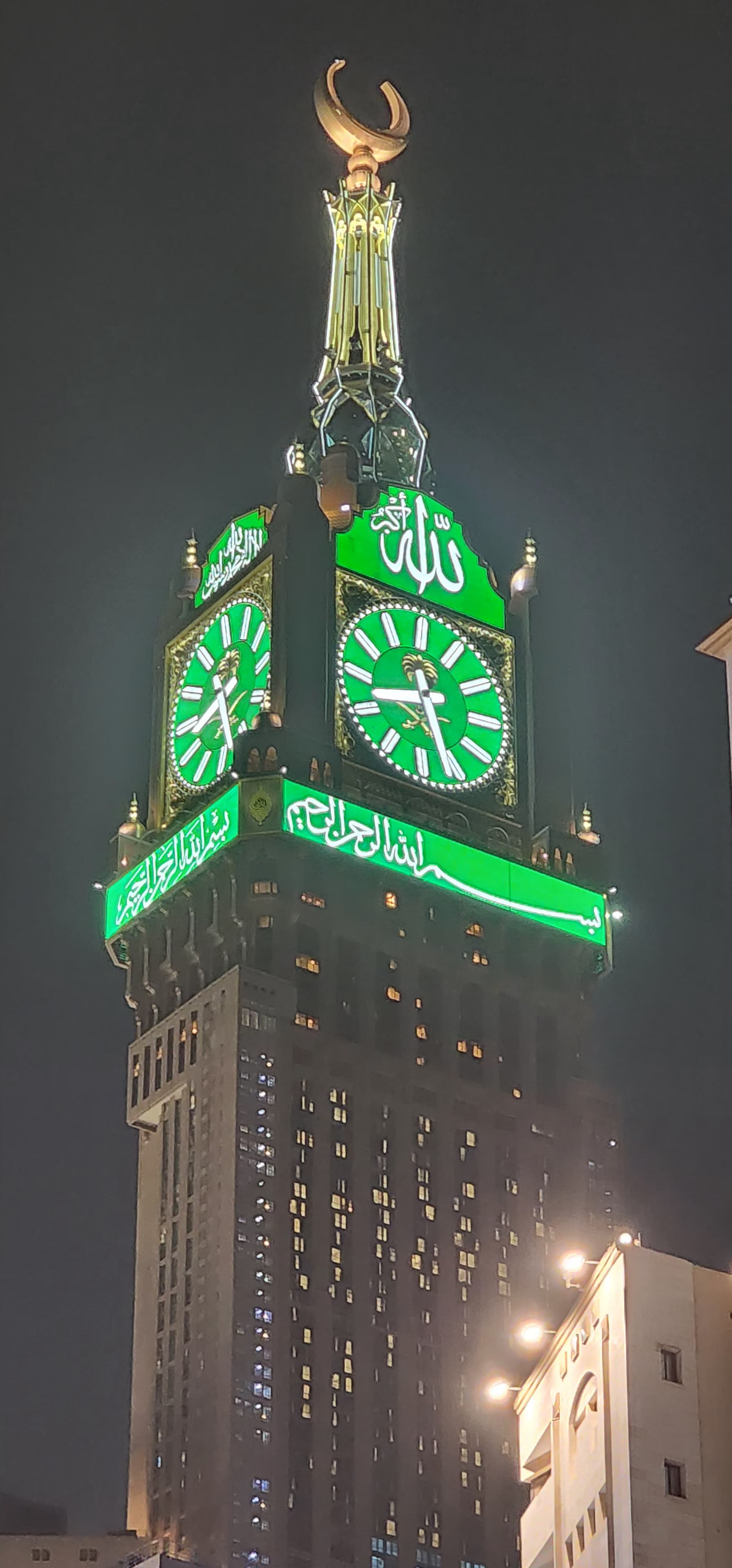

Khu phức hợp nằm ngay trên con phố phía nam dẫn vào Masjid al-Haram. Để đáp ứng cho nhu cầu của các tín đồ hành hương đến thăm Kaaba, Abraj Al-Bait có một phòng cầu nguyện lớn có sức chứa lên tới 10.000 người. Tòa tháp cao nhất của khu phức hợp cũng là nơi có khách sạn tiêu chuẩn 5 sao, được điều hành bởi Fairmont, cung cấp chỗ nghỉ cho hàng triệu khách hành hương đến Mecca để tham gia lễ Hajj.

## Hình ảnh

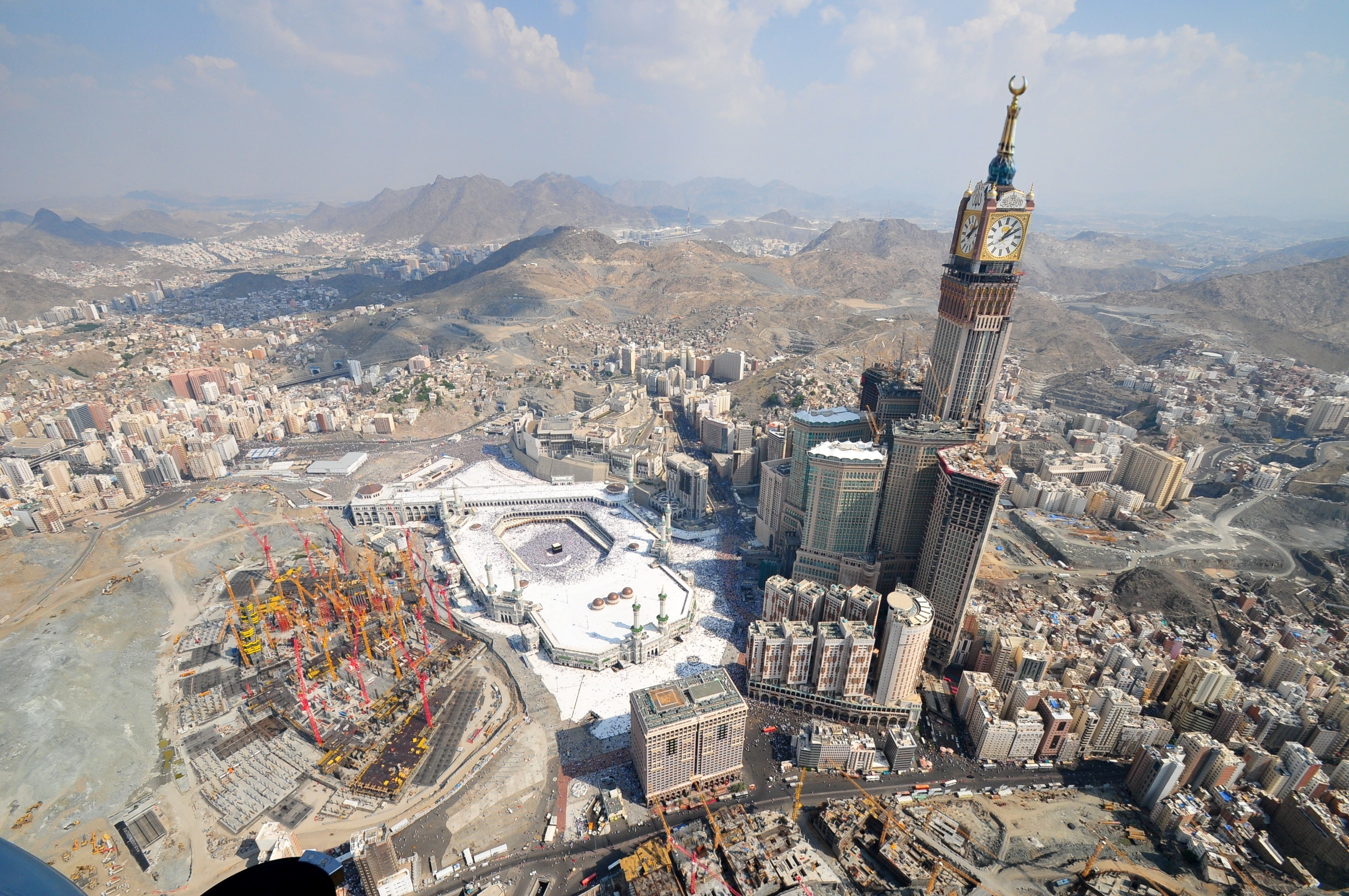

### Danh sách các tháp hợp thành
| Tháp        | Chiều cao            | Số tầng | Năm hoàn thành | Tình trạng |
| ----------- | -------------------- | ------- | -------------- | ---------- |
| Hotel Tower | 601 mét (1.972 foot) | 120     | 2011           | Hoàn thành |
| Hajar       | 260 mét (850 foot)   | 48      | 2011           | Hoàn thành |
| Zamzam Well | 260 mét (850 foot)   | 48      | 2011           | Hoàn thành |
| Maqam       | 250 mét (820 foot)   | 45      | 2012           | Hoàn thành |
| Qibla       | 250 mét (820 foot)   | 45      | 2011           | Hoàn thành |
| Marwah      | 240 mét (790 foot)   | 42      | 2008           | Hoàn thành |
| Safa        | 240 mét (790 foot)   | 42      | 2007           | Hoàn thành |

## Đặc điểm
| Trên cùng bên trái: | Metropolitan Life Insurance Company Tower             |
| Dưới cùng bên trái: | Allen-Bradley Clock Tower (người giữ kỷ lục trước đó) |
| Trung:              | Abraj Al Bait                                         |
| Trên cùng bên phải: | Tháp đồng hồ Big Ben                                  |
| Dưới cùng bên phải: | Kremlin Clock                                         |